# 戶澤村
戶澤村（日语：／ Tozawa mura */?）是位於日本山形縣北部的村，隸屬於最上郡。最上川流經中部地區並往西注入日本海，當地有一半的人口集中在北部地勢較平坦的地區。戶澤村自古以來便作為最上川的河運要地而繁榮，詩人松尾芭蕉與正岡子規等人皆曾在當地留下探訪的痕跡。現今當地以最上川遊船而聞名。

## 地理
戶澤村境內約89.4%的面積被山林覆蓋，出羽丘陵則以南北走向穿越村內。北部坐落著鳥海山與神室山的山岳，且平坦地形較多；南部與中部地區則以最上川和角川為中心與月山的山岳相連。角川與鮭川在村内注入最上川並往西流。

### 氣候
戶澤村在氣候上屬於日本海側氣候。當地春季至夏季的降雨量多且溫度較低，而梅雨季節因受到冷氣團的影響，降雨和降溫的現象會更明顯，導致洪水與山崩等自然災害發生。冬季時西北季風沿著最上川中游的最上峽為當地帶來暴風雪，使當地的交通受到影響。平地的積雪深度為1.5至2公尺，山區的積雪深度則超過3公尺。

## 歷史
舊戶澤村的北部地區在戰國時代是鮭延氏、大藏氏與庄内武藤氏三方的爭奪地，舊角澤村的南部地區則是在山岳信仰盛行時作為出羽三山的登山口而繁榮。江戶時代，當地在谷口地區建立新庄藩的船番所，以便監控在最上川往來的船隻。元祿2年 (1689年)，松尾芭蕉展開長達2400公里的東北紀行。松尾芭蕉在旅程中曾路過戶澤村，並在奧之細道中寫到「五月雨を集めて早し最上川」（最上川很早就開始迎接五月的春雨）。
昭和30年 (1955年) 3月1日，舊戶澤村、谷口村與角澤村合併成現今的戶澤村。

## 交通

### 公路
- 一般國道
  - 國道47號

### 鐵路
境內有JR東日本的陸羽西線通過。
- 東日本旅客鐵道
  - 陸羽西線: 津谷站 - 古口站 - 高屋站